# Ковригин, Николай Николаевич
Николай Николаевич Ковригин (Кавригин) (1831—1891) — русский архитектор, академик архитектуры Императорской Академии художеств. Автор ряда зданий в Санкт-Петербурге.

## Биография
Родился 24 ноября (6 декабря) 1831 года. Вольноприходящий учащийся Императорской Академии художеств (1853—1856). Получил малую серебряную медаль Академии художеств (1853) за программу «Загородный дом». В 1856 году получил от Академии звание свободного художника, а в 1865 года, за «проект загородного клуба» — звание академика.
Служил архитектором Николаевского сиротского института (с 1881), Александринского сиротского института. Почётный член петербургского совета детских приютов (с 1880). Член-учредитель Петербургского общества архитекторов.
Действительный статский советник (1888). Имел награды: орден Святого Владимира 3-й степени (1883), орден Святого Станислава 2-й степени, орден Святой Анны 2-й степени, знак Красного Креста.
Умер 8 (20) мая 1891 года; похоронен на Смоленском православном кладбище.

## Проекты и постройки
- Доходный дом (перестройка). Садовая улица, 49 (1862)[6][9];
- Жилой флигель. Академический переулок, 18 (1863)[6].
- Планировка и ограда Соловьёвского (Румянцевского) сквера. Румянцевская_площадь (1865–1867)[6][10];
- Императорский Воспитательный дом. Прачечный корпус. Набережная реки Мойки, 48-52к9 (1864—1867)[11];
- Доходный дом. Басков переулок, 14 (1873—1874)[6][12];
- Часовня во имя  св. Александра Невского (1882). Большой проспект ПС, 1 / проспект Добролюбова, 31х / улица Блохина, 26х (1882—1886)[6][13];
- Католический приют для девочек «Добрый Пастырь» (пристройка к зданию). Донская улица, 9 (1886; не сохранился)[14];
- Здание Николаевского сиротского института (внутренняя перестройка). Набережная реки Мойки, 48 (1887)[6].